# Programme spatial allemand
Le programme spatial allemand regroupe l'ensemble des activités spatiales civiles ou militaires allemandes.

## Historique

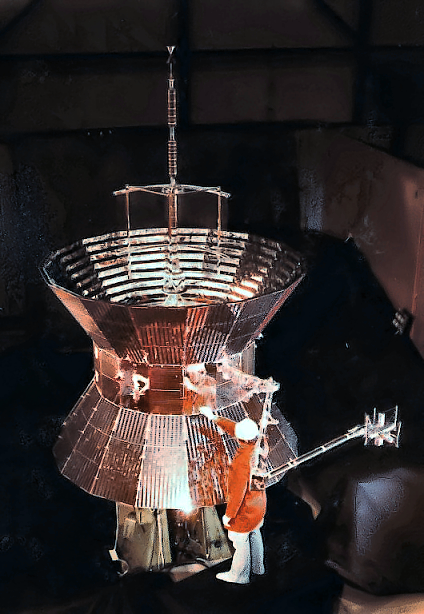
Une sonde Helios subit des tests.

On pense à la possibilité d'envoyer des engins dans l'espace en Europe dès la fin de la Première Guerre mondiale.
Dans les années 1920, l'Allemagne est à la pointe de la fuséologie grâce au pionnier de la discipline: Hermann Oberth qui soutient une thèse de doctorat sur le sujet en 1923. Il forme notamment Werner Von Braun.
En 1932, ces scientifiques et ingénieurs allemands sont enrôlés dans l'armée, sous le commandement de Walter Dornberger à Peenemünde. La production est ensuite déplacée dans un bunker souterrain à Mittelbau. En 1942, un prototype de missile volant est conçu. Il est prêt à être testé en 1944: c'est le V1 que les Allemands envoient sur Londres. En septembre 1944, c'est le V2 qui est au point, doté d'une portée de 300 km. Ce sont donc ces crédits militaires qui font progresser de manière décisive la technique spatiale en  mettant au point les principaux dispositifs utilisés par les lanceurs modernes. Mais à la suite de la défaite du régime nazi en 1945, les vainqueurs imposent un moratoire sur toute l'activité allemande relative aux lanceurs considérés à l'époque comme des armes de guerre. Cette interdiction n'est partiellement levée qu'en 1952. Les Américains récupèrent une partie de la technologie et du savoir-faire allemand et testent leur propre V2 en 1946 à White Sands. En fixant une caméra sur la fusée, ils constatent que le moteur est capable d'aller dans l'espace.
Le gouvernement de l'Allemagne de l'Ouest crée cette année-là avec l'appui de plusieurs industriels le Forschungsinstitut für Physik des Strahlantriebe (FPS) implanté à Stuttgart et qui a pour objectif l'étude des moteurs à réaction et des moteurs-fusées. Les Alliés imposent toutefois que le centre de recherche se cantonne aux études théoriques. Le premier directeur de l'Institut est Eugen Sänger qui travaille avant-guerre sur les avions spatiaux et les statoréacteurs. Celui-ci doit abandonner son poste en 1961 pour avoir assisté le président égyptien Nasser dans la conception de missiles menaçant Israël. En 1959, un centre de recherches est créé à Lampoldshausen (opérationnel en 1962) qui est amené à jouer un rôle important dans le développement du programme spatial allemand notamment à travers ses bancs d'essais pour moteurs-fusées.
L'Allemagne se lance dans le développement de satellites scientifiques avec la signature d'un accord de coopération avec la NASA le 17 juillet 1965. Le premier satellite développé, baptisé Azur doit analyser les interactions entre le vent solaire et le champ magnétique terrestre dans les ceintures de Van Allen. L'agence spatiale américaine fournit le lanceur, les moyens de lancement et de suivi ainsi que son assistance pour la mise au point de l'électronique embarquée. Azur est lancé le 8 novembre 1969 par un lanceur américain Scout depuis la base de lancement de Vandenberg et permet d'obtenir des informations scientifiques de grande valeur. Ce projet pose les jalons d'une coopération spatiale durable entre l'Allemagne et les États-Unis. Suivent plusieurs autres satellites scientifiques DIAL (1970), AEROS (1974,1975).
En 1966, à l'initiative de la NASA, l'Allemagne se lance en coopération avec l'agence spatiale américaine dans un projet beaucoup plus ambitieux d'un coût de 267 millions de dollars américains dont 180 à la charge de l'Allemagne. Les sondes jumelles Helios placées en orbite autour du Soleil doivent étudier les manifestations de l'astre durant un cycle solaire complet ainsi que les caractéristiques du milieu interplanétaire telles que le champ magnétique. Le constructeur allemand MBB est chargé de construire les satellites tandis que des instituts de recherche allemands fournissent 7 des 10 instruments scientifiques. Les sondes sont lancées en 1974 et 1976 et remplissent parfaitement leurs missions. Ce sont les premiers engins spatiaux européens à s'aventurer dans l'espace interplanétaire.
En 1976, l'Allemagne décide d'abandonner tout projet spatial national ou même bilatéral et de financer uniquement des projets développés dans le cadre de l'Agence spatiale européenne. Elle maintient cette politique jusqu'en 1989. Au sein de l'agence européenne, l'Allemagne contribue plus particulièrement au projet Spacelab de laboratoire spatial embarqué dans la soute de la navette spatiale américaine.
Durant les années 1970, le gouvernement fédéral allemand offre certaines facilités de financements à l'entreprise privée de lancement orbitaux OTRAG mais ce soutien implicite cesse en 1979.

## La politique spatiale allemande
À partir des années 2000, l'activité spatiale fait partie des thèmes stratégiques que les dirigeants allemands suivent de près. Pour la première fois en 2001, le gouvernement allemand, dirigé à l'époque par le chancelier Gerhard Schröder, définit une stratégie spatiale. En 2009, la nouvelle équipe gouvernementale de tendance libérale dirigée par Angela Merkel veut dynamiser l'activité spatiale en fixant des objectifs au secteur au service de la capacité d'innovation de l'Allemagne. Le gouvernement constatant l'importance croissante du spatial dans le quotidien des Allemands entend accroître les parts de marché de l'industrie allemande tout en trouvant le rapport le plus efficace entre programmes nationaux et ceux développés en coopération. L'Allemagne souhaite renforcer les règles internationales régissant l'activité spatiale notamment pour prendre en compte le poids croissant des acteurs privés. Enfin le secteur spatial doit prendre en compte les questions globales relatives à l'environnement et à la sécurité.
Le budget alloué au spatial reflète l'importance croissante de ce secteur aux yeux des responsables politiques allemands. En 2011, le budget institutionnel du spatial s'élève à 1,15 milliard d'euros en provenance des fonds des ministères de la Recherche (BMBF), de l'économie (BMWi), des transports (BMVBS) et de la Défense (BMVg) :
- La part de ce budget allouée aux projets de l'Agence spatiale européenne est particulièrement importante. En 2011, 692 millions d'euros du budget spatial allemand (soit 60 %) sont versés à l'ESA dont 60 millions d'euros au titre de GMES (Observation de la Terre) et 21,6 millions d'euros pour Galileo (système de navigation par satellite) proviennent du BMVBS. Le solde est versé par le BMWi. En 2012, la contribution allemande portée à 750,5 millions d'euros devance pour la première fois celle de la France (718,8 millions d'euros) reflétant l'intérêt croissant des dirigeants allemands pour ce secteur.
- L'Allemagne contribue à hauteur de 40,5 millions d'euros (fournis par BMVBS) à EUMETSAT l'organisation européenne responsable des satellites météorologiques et de la distribution de leurs données.
- Le programme regroupant les projets non conçus dans le cadre de l'ESA reçoit 242 millions d'euros sur une ligne budgétaire du BMWi.
- Les activités de recherche et de développement spatial ont un budget de 157 millions d'euros (hors frais de fonctionnement DLR).
- Le programme spatial militaire reçoit 26,6 millions d'euros en provenance du BMVG.

La politique spatiale implique plusieurs ministères fédéraux dont les besoins sont mis en cohérence par un coordinateur pour la politique aérospatiale. Le BMWi est responsable de l'élaboration de la politique spatiale allemande en prenant en compte les orientations du gouvernement et les besoins des autres ministères impliqués. Au sein du Bundestag, le groupe de réflexion aérospatial (227 membres) discute des questions aérospatiales. Les représentants des Lander au sein du Bundesrat confirment ou non les lois et propositions de budget spatiaux. Les gouvernements des Lander sont dans certains cas directement impliqués dans le développement de l'activité spatiale. C'est le cas des dirigeants des Lander de Brême et de la Bavière qui investissent des fonds régionaux importants dans l'industrie et la recherche spatiale.

## Les programmes nationaux et bilatéraux
Les projets spatiaux purement nationaux sont particulièrement peu nombreux pour plusieurs raisons :
- L'Allemagne ne se lance qu'en 1962 dans des réalisations spatiales notamment parce que tous travaux non théoriques dans le domaine lui sont interdits par les Alliés après la Seconde Guerre mondiale.
- L'Allemagne a dès le départ privilégié les projets spatiaux internationaux par rapport à des projets purement nationaux. Ainsi en 2000, 85 % du budget spatial allemand est consacré à des programmes internationaux.
- Le programme spatial habité absorbe une grande partie du budget. L'Allemagne finance 50 % des coûts du module de recherche Spacelab embarqué dans la soute de la navette spatiale américaine et 45 % du module Columbus de la Station spatiale internationale.

### Satellites scientifiques
- Azur (1969).
- DIAL (1970).
- AEROS (1974 et 1975).
- Feuerrad (Firewheel) (1980) perdu au lancement d'Ariane 1.
- CCE ou AMPTE 1 ou Explorer 65 est projet élaboré avec la NASA (1984).

### Sondes spatiales
L'Allemagne développe fortement ses compétences spatiales en menant le projet de sondes spatiales Helios à parité avec la NASA :
- Ulysses.

### Télescopes spatiaux
- Rosat est un télescope spatial allemand destiné à l'observation des rayons X mous (0,1 à 2 keV) lancé en 1990 qui réalise un inventaire systématique des sources de rayons X et qui permet d'en identifier environ 125 000. Le satellite embarque également un télescope fonctionnant dans l'ultraviolet lointain qui permet d'identifier 479 sources dans l'ultraviolet lointain[7].
- ABRIXAS, lancé en 1999 doit prendre la suite de Rosat mais est perdu de manière accidentelle quelques jours après son lancement[8].
- L'Allemagne est fortement impliqué dans la mission russe Spektr-RG, un télescope spatial à rayons X mous dont l'instrument principal eRosita est fourni par l'Institut Max Planck. Le projet lancé dans les années 1990 est fortement ralenti par les déboires économiques de la Russie et même annulé en 2002. Réactivé par la suite, le projet a débouché sur un lancement le 13 juillet 2019, et une mise en orbite héliocentrique 3 mois plus tard

### Satellites d'observation de la Terre scientifiques

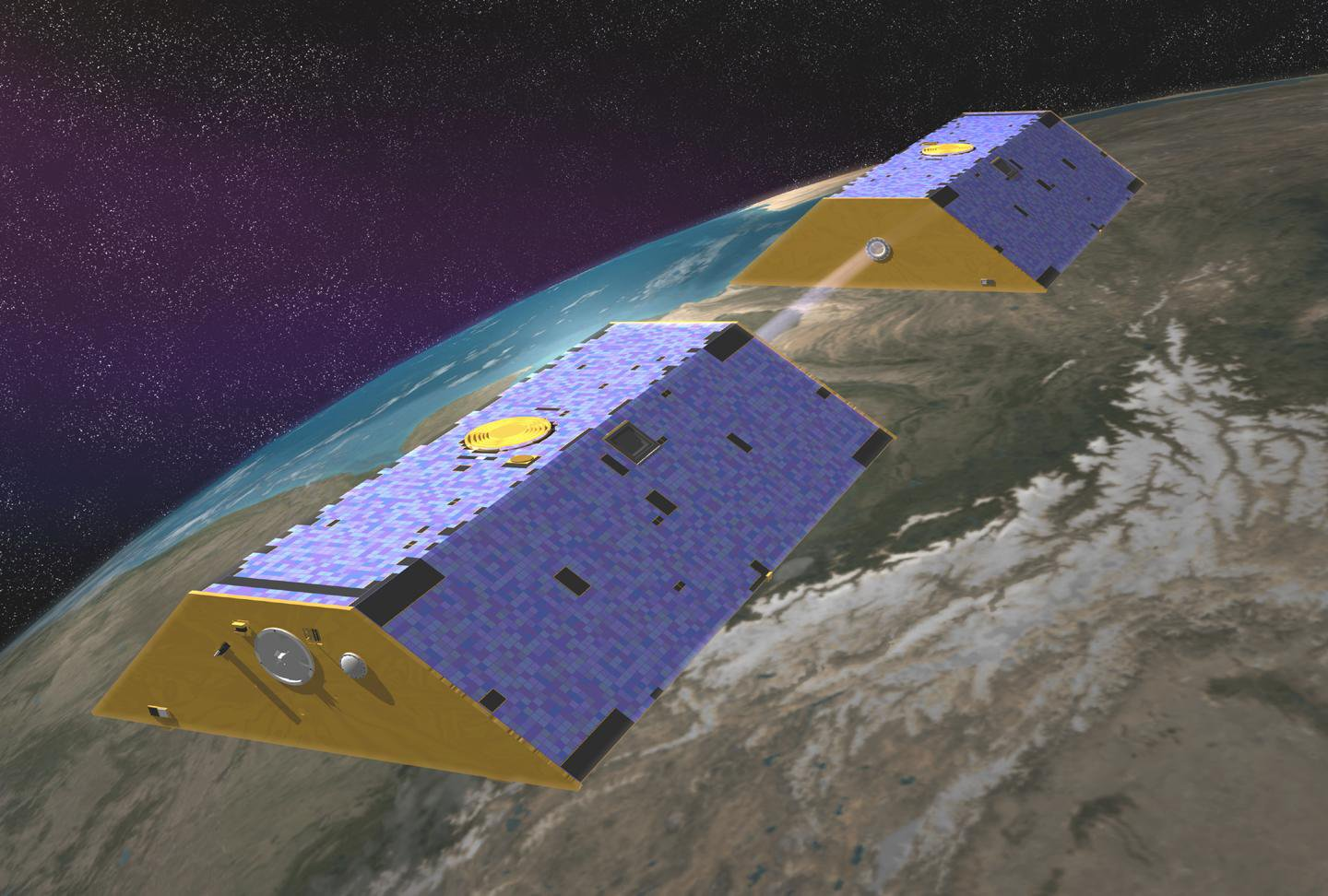
Vue d'artiste des deux satellites GRACE.

- Equator-S est un petit satellite scientifique à bas coût s'inscrivant dans le programme international ISTP lancé en 1997 ayant pour objectif de mesurer avec une grande précision le champ magnétique terrestre, le plasma et le champ électrique dans plusieurs régions de l'espace mal couvertes par le programme ISTP. Le satellite tombe en panne le 1er mai 1998 mais peut fournir durant sa phase opérationnelle un grand nombre d'informations scientifiques de valeur[9].
- CHAMP est un satellite scientifique lancé en 2000 dont l'objectif est de mesurer avec une grande précision le champ magnétique terrestre, le champ de gravité de la Terre et d'effectuer des mesures des caractéristiques de l'atmosphère par occultation radio des signaux GPS. Le satellite remplit ses objectifs en effectuant des mesures durant plus de 10 ans soit 2 fois plus que la durée prévue[10].
- GRACE est une mission spatiale conjointe de la NASA et de l'Agence spatiale allemande lancée en mars 2002 et destinée à effectuer des mesures détaillées de la gravité terrestre. Une deuxième mission, baptisée GRACE-FO et constituée de satellites aux caractéristiques très proches doit poursuivre les mesures du champ de gravité de la Terre à compter de 2018[11].
- MERLIN est un mini-satellite scientifique développé par l'Allemagne et la France qui doit mesurer avec une précision inégalée la distribution spatiale et temporelle des émissions de méthane pour l'ensemble de la planète. Le satellite doit être lancé en 2021 par un lanceur européen Vega[12].

### Satellites d'application
Un des domaines de prédilection est la réalisation de satellites d'observations de la Terre :
- TerraSAR-X et RapidEye satellites commerciaux avec partenariat privé / public.
- TanDEM-X (modélisation numérique de la surface de la Terre).
- EnMAP.
- BIRD.

Satellites de télécommunications :
- Symphonie.
- TDF 1 et 2.
- TV-SAT.
- Heinrich Hertz.

### Satellites technologiques
- TET
- TUBSAT est un programme de nanosatellites développés par l'université technique de Berlin. L'objectif de ce programme est de mettre au point des systèmes de contrôle d'attitude, des techniques de stockage et de transmission des données ainsi que des systèmes d'observation de la Terre avec une attention particulière sur les techniques de surveillance des désastres. Depuis le début du programme en 1985, 11 satellites de cette série sont lancés (actualisé fin 2017)[13].

### Satellites militaires
Durant la guerre du Kosovo, l'Armée allemande se heurte aux réticences des États-Unis à partager le renseignement militaire collecté par sa constellation de satellites de reconnaissance. Tirant les leçons de ce conflit, la Bundeswehr commande et déploie entre 2006 et 2008, 5 satellites de reconnaissance radar SAR-Lupe fournissant des images caractérisés par une résolution spatiale de 1 mètre. Ce type de satellite présente l'avantage par rapport aux satellites de reconnaissance optique de pouvoir fournir des images quelles que soient l'heure et la couverture nuageuse.
En 2013, l'Armée allemande passe commande d'une constellation baptisée SARah composée de trois satellites d'environ 2 tonnes destinés à remplacer les SAR-Lupe dont la durée de vie opérationnelle théorique s'achève en 2015-2017. Contrairement aux satellites SAR-Lupe tous identiques, les satellites SARah sont de deux types ce qui permet d'améliorer la résolution spatiale qui est portée à 35-40 centimètres. Les satellites et les équipements des deux stations terriennes sont fournis par la société allemande OHB-System qui est déjà le principal contributeur de la génération précédente. La filiale allemande de Airbus Defence and Space fournit l'antenne réseau à commande de phase et les équipements au sol associés qui présentent la principale innovation de la constellation. Les satellites doivent être placés en orbite par un lanceur américain Falcon 9 dans le cadre de vols planifiés en 2018 et 2019. En novembre 2017, le gouvernement allemand décide de doter l'Allemagne de satellites de reconnaissance optique en propre. Il s'agit de répondre aux besoins du service de renseignement allemand, le BND qui souhaite en finir avec la dépendance vis-à-vis des moyens de reconnaissance des nations alliées (États-Unis, France). Le contrat de 400 millions d'euros porte sur l'acquisition de 3 satellites baptisés Georg développés par la société OHB-System. Le projet est géré conjointement par le BND, l'Armée de Terre et l'Agence spatiale allemande. Les satellites peuvent être lancés vers 2022,.

### Lanceurs
L'industrie allemande joue un rôle majeur dans le développement des lanceurs européens Europa, Ariane, Ariane 5 puis Ariane 6.
En 2021 trois lanceurs légers sont en cours de développement à l'initiative de l'industrie privée allemande : 
- La société RFA, filiale d'OHB, développe la fusée  RFA One. Cette fusée à trois étages offre une capacité d’emport de charge utile allant jusqu'à 1 600 kg en orbite basse. Elle utilise des moteurs-fusées maison utilisant un cycle de combustion étagée très performant. Ses concepteurs prévoient qu'elle soit partiellement réutilisable. Le premier vol est prévu en 2023[19]. La fusée mesure environ 30 mètres de long pour 2 mètres de diamètre[20].
- Isar Aerospace développe le lanceur Spectrum capable de placer une tonne en orbite basse. Le premier vol est prévu en 2023.
- HyImpulse Technologies, une société résultant d'un essaimage de l'institut de propulsion spatiale de la DLR, qui développe un lanceur utilisant une propulsion hybride capable de placer 500 kilogrammes en orbite basse

Les trois lanceurs doivent utiliser les installations scandinaves d'Andoya et d'Esrange pour la mise au point de leurs lanceurs mais le site de lancement des vols orbitaux reste à définir

## Les contributions au programme de l'Agence spatiale européenne
Avec une participation financière de 750,5 millions d'euros, l'Allemagne est devenu en 2012 le premier contributeur de l'Agence spatiale européenne dépassant la France pour la première fois depuis sa création. Alors qu'une part importante de la contribution française porte sur le développement des lanceurs, la contribution allemande est plus axée sur les programmes scientifiques.

### Sondes spatiales interplanétaires
L'Allemagne fournit ou fournira les instruments scientifiques des sondes spatiales européennes suivantes :
- Mars Express, caméra à haute résolution HRSC.
- Venus Express, caméra VMC (Venus Monitoring Camera).
- Rosetta atterrisseur :  
  - Philae : spectroscope imageur OSIRIS-Optical, analyseur d'ions COSIMA, expérience de radio science RSI.
- SMART-1, spectromètre infrarouge SIR (SMART-1 Infrared Spectrometer).

### Autres satellites scientifiques
L'Allemagne participe de manière importante aux satellites scientifiques d'observation de la Terre suivants :
- ENVISAT.

Télescopes spatiaux :
- EXOSAT.

### Vol spatial habité
- Spacelab, laboratoire embarqué dans la soute de la navette spatiale américaine.
- Columbus, laboratoire européen de la Station spatiale internationale.

### Lanceurs
- Ariane.

## Les astronautes allemands

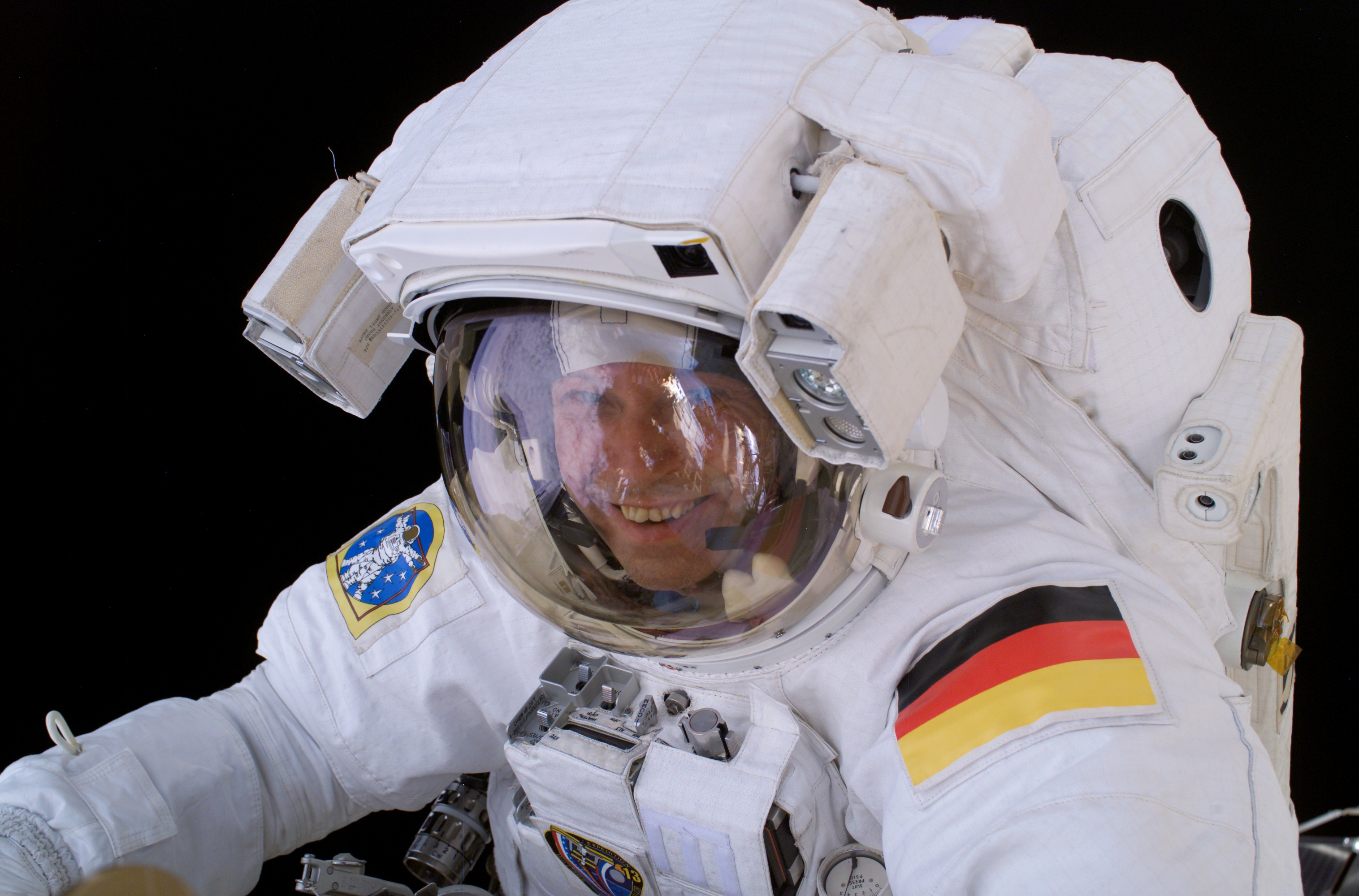
Thomas Reiter durant une sortie extravéhiculaire au cours de son séjour dans la Station spatiale internationale (2006).

En 2013, deux astronautes allemands font partie du Corps européen des astronautes. Le vétéran Hans Schlegel a séjourné à bord du module de recherche Spacelab de la navette spatiale américaine du 26 avril 1993 au 6 mai 1993 dans le cadre de la mission STS-55. Il est également spécialiste de mission dans l'équipage de la mission STS-122 qui place en orbite le module de recherche européen Columbus pour son assemblage avec la Station spatiale internationale. Alexander Gerst, sélectionné en 2009, doit faire partie de l'équipage permanent de la station spatiale en 2014 pour une durée de 6 mois dans le cadre des expéditions 40 et 41.

### Historique
Sigmund Jähn ressortissant de l'Allemagne de l'Est est le premier allemand à voler dans l'espace dans le cadre du programme soviétique de coopération spatiale internationale Intercosmos. Il est mis en orbite dans le vaisseau Soyouz 31 et fait partie brièvement de l'équipage de la station spatiale soviétique Saliout 6. Il séjourne dans l'espace du 26 août 1978 au 3 septembre 1978.
L’Agence spatiale européenne crée en 1978 le Corps européen des astronautes. L'Allemagne de l'Ouest qui s'implique fortement dans le programme de la navette spatiale américaine en finançant et développant en grande partie le module de recherche Spacelab embarqué dans la soute de la navette envoie à plusieurs reprises des astronautes en tant que spécialiste du mission. Par ailleurs, des astronautes allemands participent à des missions à bord de la station russe Mir dans le cadre du programme Euromir.
- Ulf Merbold effectue trois séjours dans l'espace en tant qu'astronaute de l'Agence spatiale européenne. Il vole du 28 novembre au 8 décembre 1983 dans le cadre de la mission STS-9 de la navette spatiale américaine Columbia comme spécialiste de mission du laboratoire de recherche européen Spacelab. Dans le même rôle, il séjourne dans l'espace du 22 janvier au 30 janvier 1992 à bord de la navette Discovery dans le cadre de la mission STS-42. Enfin, il séjourne à bord de la station spatiale russe Mir du 3 octobre au 4 novembre 1994.
- Ernst Messerschmid et Reinhard Furrer spécialistes de charge utile sont spécialistes de mission du laboratoire de recherche européen Spacelab à bord de la navette spatiale américaine Challenger dans le cadre de la mission STS-61-A  du 30 octobre 1985 au 6 novembre 1985.
- Klaus-Dietrich Flade premier astronaute de l'Allemagne réunifiée, il vole du 17 mars 1992 au 25 mars 1992 à bord de la station spatiale russe Mir.
- Ulrich Walter séjourne avec Hans Schlegel à bord du module de recherche Spacelab de la navette spatiale américaine du 26 avril 1993 au 6 mai 1993 dans le cadre de la mission STS-55.
- Reinhold Ewald vole du 10 février 1997 au 2 mars 1997 à bord de la station spatiale Mir.
- Gerhard Thiele vole comme spécialiste de mission (STS-99) à bord de la navette spatiale Endeavour du 11 au 22 février 2000.

Au début des années 2000 débute l'assemblage de la Station spatiale internationale. Hans Schlegel participe à la mise en place du module Columbus en 2008 et Thomas Reiter, qui a séjourné du 3 septembre 1995 au 29 février 1996 à bord de Mir (avec une sortie extravéhiculaire le 20 octobre 1995), fait partie du 6 juillet au 29 décembre 2006 de l'équipage permanent de la station réalisant le plus long séjour d'un spationaute allemand dans l'espace (171 jours).

## Organisation

### Agence spatiale et instituts de recherche
Le programme national est piloté par le Deutsches Zentrum für Luft- und Raumfahrt (DLR) qui est par ailleurs chargé de la recherche aérospatiale. La DLR représente l'Allemagne au sein des instances européennes et internationales. En 2011, la DLR dispose d'un budget de 157 millions d'euros hors frais de fonctionnement pour traiter 6 axes de recherche dans le domaine spatial :
- Technologie des systèmes spatiaux (33 %).
- Observation de la Terre (28 %).
- Transport spatial (16 %).
- Recherche dans les conditions orbitales / microgravité (9 %).
- Communication / Navigation (7 %).
- Exploration spatiale (7 %).

### Établissements de l'Agence spatiale européenne
L'Allemagne héberge deux des établissements de l'Agence spatiale européenne. :
- ESOC, le Centre européen des opérations spatiales, est situé à Darmstadt. Il est chargé des opérations de commande et contrôle en orbite des satellites de l'ESA.
- EAC, le Centre des astronautes européens, est situé à Cologne. Il forme les astronautes aux futures missions.

## L'industrie spatiale allemande
L'industrie spatiale allemande est montée en compétence progressivement dans le cadre des grands programmes réalisés en coopération comme le laboratoire spatial Colombus, le cargo spatial ATV, les lanceurs Ariane et la réalisation d'instruments  pour les satellites scientifiques. Elle est dominée par deux grands groupes Astrium GmbH (4 500 personnes pour 1,4 milliard d'euros) qui dispose d'établissements à Brême, Friedrichshafen, Munster (Örtze), Lampoldshausen et Ottobrunn et OHB-System 2 206 personnes pour 456 millions d'euros) implanté à Augsbourg, Mayence, Brandebourg-sur-la-Havel, Salem, Schwering, Munich et Brême qui est plutôt positionné comme intégrateur de systèmes. Des sociétés de plus petite taille sont spécialisées dans des prestations ou équipements comme IABG (1 000 employés, centre de test et d'analyse), Teldix (roues de réaction), Tesat-Spacecom (1 200 employés, télécommunications par satellite), Thales Electron Devices (390 employés) et ND Satcom (300 employés, équipementier et intégrateur système sol).